# Péré (Hautes-Pyrénées)
Pour les articles homonymes, voir Péré.
Péré est une commune française située dans l'est du département des Hautes-Pyrénées, en région Occitanie.
Sur le plan historique et culturel, la commune est dans la région des Baronnies, dont le nom est issu d’une légende selon laquelle quatre seigneurs du Moyen Âge avaient pour habitude de festoyer ensemble aux sources de l’Arros, chacun d’eux gardant un pied sur sa terre et l’autre sur celle du voisin. Exposée à un climat de montagne, elle est drainée par le Lène et par divers autres petits cours d'eau. La commune possède un patrimoine naturel remarquable composé d'une zone naturelle d'intérêt écologique, faunistique et floristique.
Péré est une commune rurale qui compte 62 habitants en 2022, après avoir connu un pic de population de 250 habitants en 1866. Elle fait partie de l'aire d'attraction de Lannemezan. .
Ses habitants sont appelés les Péréens.

## Géographie

### Localisation
La commune de Péré se trouve dans le département des Hautes-Pyrénées, en région Occitanie.
Elle se situe à 22 km à vol d'oiseau de Tarbes, préfecture du département, à 15 km de Bagnères-de-Bigorre, sous-préfecture, et à 7 km de Tournay, bureau centralisateur du canton de la Vallée de l'Arros et des Baïses dont dépend la commune depuis 2015 pour les élections départementales.
La commune fait en outre partie du bassin de vie de Lannemezan.
Les communes les plus proches sont : 
Caharet (1,1 km), Lutilhous (1,7 km), Bégole (2,7 km), Lagrange (3,0 km), Mauvezin (3,2 km), Gourgue (3,8 km), Capvern (3,9 km), Ricaud (4,0 km).
Sur le plan historique et culturel, Péré fait partie de l’ancien comté de Bigorre, comté historique des Pyrénées françaises et de Gascogne créé au IXe siècle puis rattaché au domaine royal en 1302, inclus ensuite au comté de Foix en 1425 puis une nouvelle fois rattaché au royaume de France en 1607. La commune est dans le pays de Tarbes et de la Haute Bigorre.

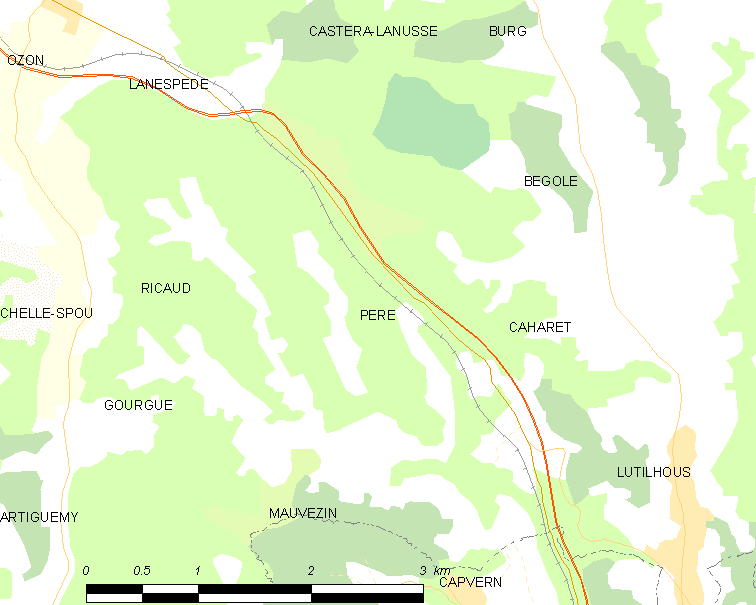
Carte de la commune de Péré et des proches communes.

| Lanespède | Bégole   |           |
| Ricaud    | Péré     | Caharet   |
|           | Mauvezin | Lutilhous |

### Hydrographie
La commune est dans le bassin de l'Adour, au sein du bassin hydrographique Adour-Garonne. Elle est drainée par le Lène, le ruisseau Chauquet, le ruisseau de Coustalats et le ruisseau de Ricaud, constituant un réseau hydrographique de 5 km de longueur totale,.
Le Lène, d'une longueur totale de 11,1 km, prend sa source dans la commune de Capvern et s'écoule vers le nord-ouest. Il traverse la commune et se jette dans l'Arros à Ozon, après avoir traversé 8 communes.

### Climat
Le climat qui caractérise la commune est qualifié, en 2010, de « climat des marges montargnardes », selon la typologie des climats de la France qui compte alors huit grands types de climats en métropole. En 2020, la commune ressort du type « climat de montagne » dans la classification établie par Météo-France, qui ne compte désormais, en première approche, que cinq grands types de climats en métropole. Pour ce type de climat, la température décroît rapidement en fonction de l'altitude. On observe une nébulosité minimale en hiver et maximale en été. Les vents et les précipitations varient notablement selon le lieu.
Les paramètres climatiques qui ont permis d’établir la typologie de 2010 comportent six variables pour les températures et huit pour les précipitations, dont les valeurs correspondent à la normale 1971-2000. Les sept principales variables caractérisant la commune sont présentées dans l'encadré ci-après.
| Paramètres climatiques communaux sur la période 1971-2000 - Moyenne annuelle de température : 11,9 °C - Nombre de jours avec une température inférieure à −5 °C : 3,2 j - Nombre de jours avec une température supérieure à 30 °C : 4,6 j - Amplitude thermique annuelle : 14,3 °C - Cumuls annuels de précipitation : 1 072 mm - Nombre de jours de précipitation en janvier : 10,1 j - Nombre de jours de précipitation en juillet : 7,8 j |

Avec le changement climatique, ces variables ont évolué. Une étude réalisée en 2014 par la Direction générale de l'Énergie et du Climat complétée par des études régionales prévoit en effet que la  température moyenne devrait croître et la pluviométrie moyenne baisser, avec toutefois de fortes variations régionales. Ces changements peuvent être constatés sur la station météorologique de Météo-France la plus proche, « Campistrous », sur la commune de Campistrous, mise en service en 1989 et qui se trouve à 6 km à vol d'oiseau,, où la température moyenne annuelle est de 11,8 °C et la hauteur de précipitations de 1 103,2 mm pour la période 1981-2010.
Sur la station météorologique historique la plus proche, « Tarbes-Lourdes-Pyrénées », sur la commune d'Ossun, mise en service en 1946 et à 28 km, la température moyenne annuelle évolue de 12,2 °C pour la période 1971-2000, à 12,6 °C pour 1981-2010, puis à 12,9 °C pour 1991-2020.

### Milieux naturels et biodiversité

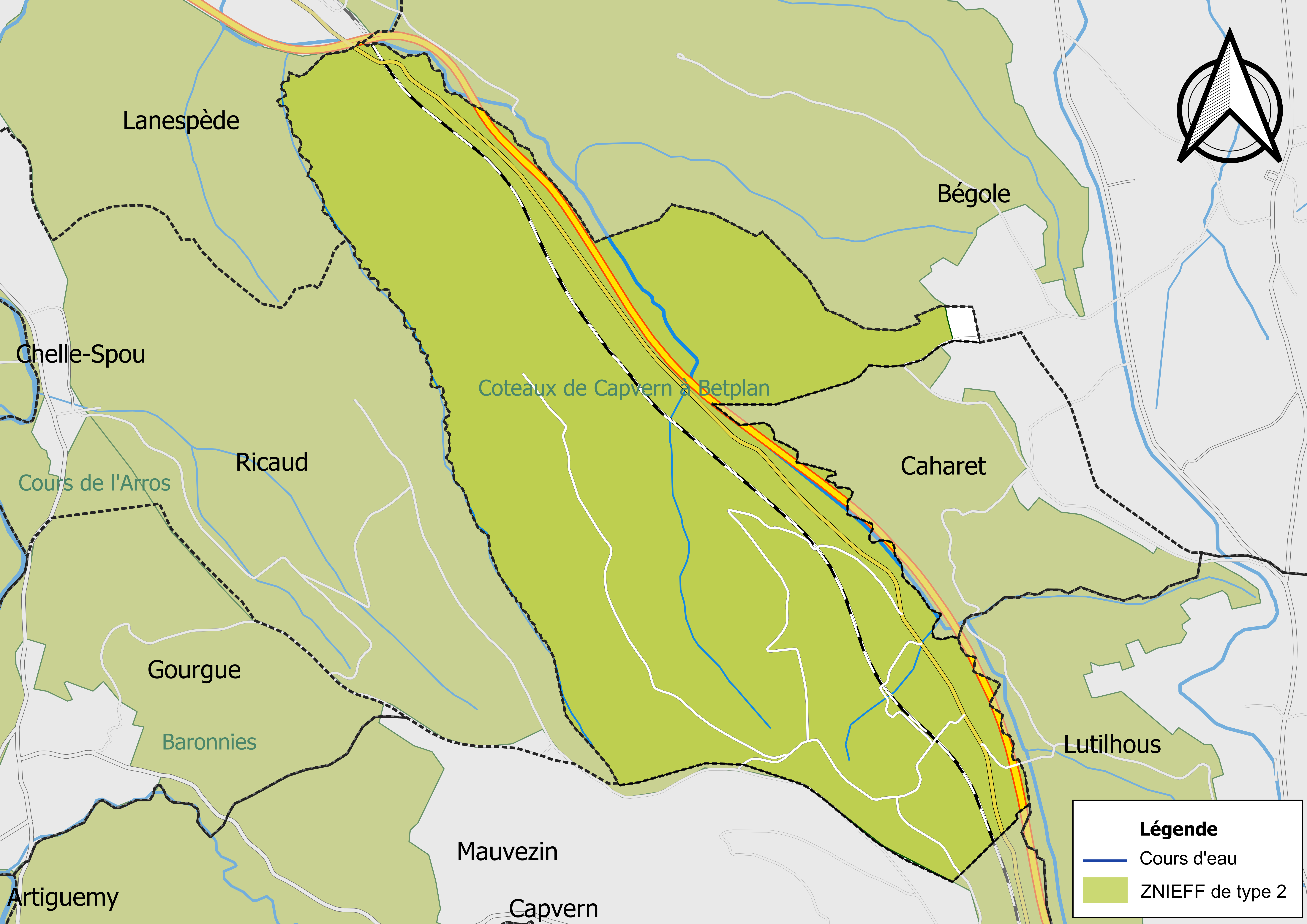
Carte de la ZNIEFF de type 2 localisée sur la commune.

L’inventaire des zones naturelles d'intérêt écologique, faunistique et floristique (ZNIEFF) a pour objectif de réaliser une couverture des zones les plus intéressantes sur le plan écologique, essentiellement dans la perspective d’améliorer la connaissance du patrimoine naturel national et de fournir aux différents décideurs un outil d’aide à la prise en compte de l’environnement dans l’aménagement du territoire.
Une ZNIEFF de type 2 est recensée sur la commune :
les « coteaux de Capvern à Betplan » (10 246 ha), couvrant 46 communes dont huit dans le Gers et 38 dans les Hautes-Pyrénées.

## Urbanisme

### Typologie
Au 1er janvier 2024, Péré est catégorisée commune rurale à habitat très dispersé, selon la nouvelle grille communale de densité à sept niveaux définie par l'Insee en 2022.
Elle est située hors unité urbaine. Par ailleurs la commune fait partie de l'aire d'attraction de Lannemezan, dont elle est une commune de la couronne,. Cette aire, qui regroupe 65 communes, est catégorisée dans les aires de moins de 50 000 habitants,.

### Occupation des sols
L'occupation des sols de la commune, telle qu'elle ressort de la base de données européenne d’occupation biophysique des sols Corine Land Cover (CLC), est marquée par l'importance des forêts et milieux semi-naturels (69 % en 2018), une proportion sensiblement équivalente à celle de 1990 (69,5 %). La répartition détaillée en 2018 est la suivante : 
forêts (69 %), zones agricoles hétérogènes (30,9 %), prairies (0,1 %).
L'IGN met par ailleurs à disposition un outil en ligne permettant de comparer l’évolution dans le temps de l’occupation des sols de la commune (ou de territoires à des échelles différentes). Plusieurs époques sont accessibles sous forme de cartes ou photos aériennes : la carte de Cassini (XVIIIe siècle), la carte d'état-major (1820-1866) et la période actuelle (1950 à aujourd'hui).

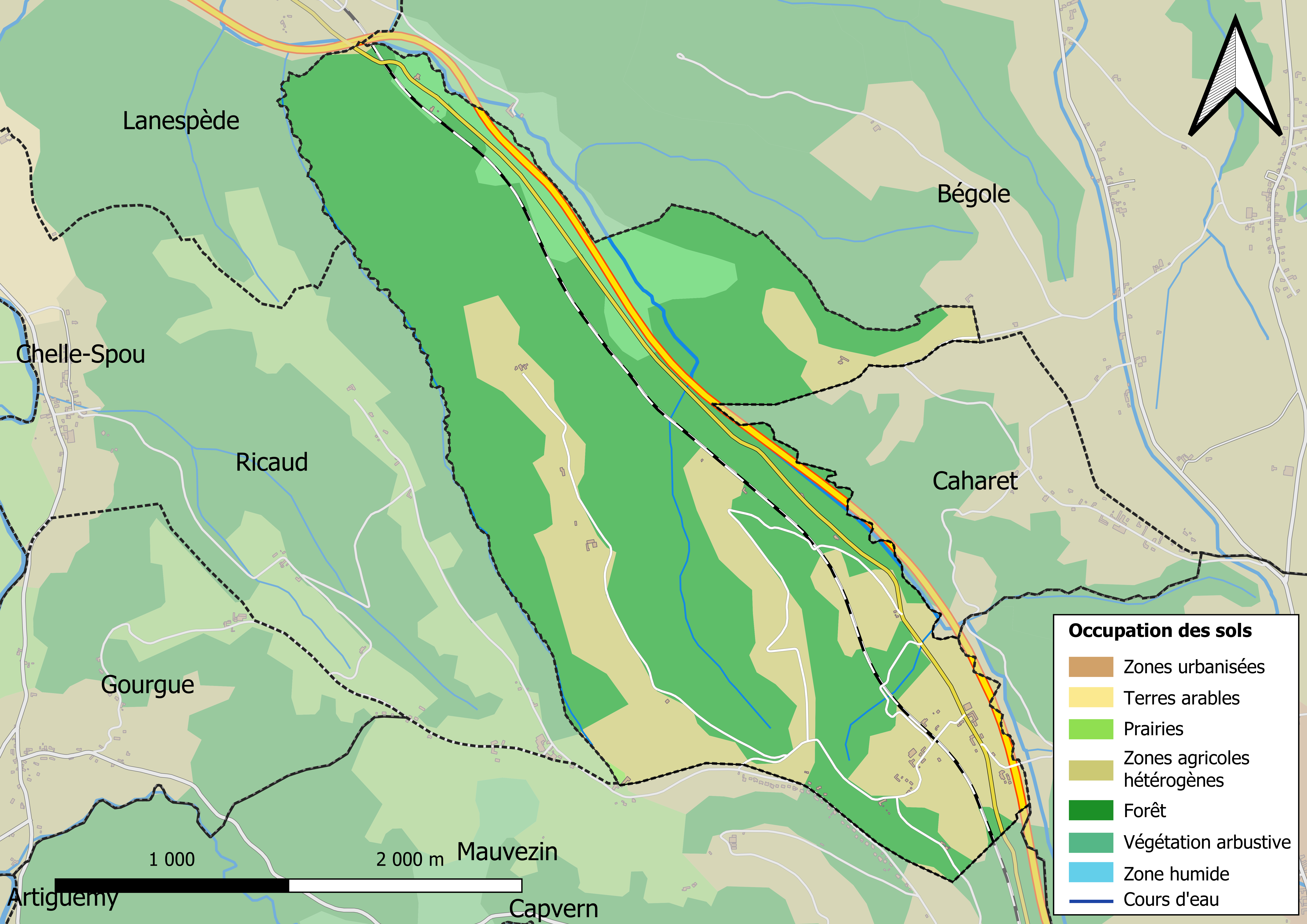
Carte des infrastructures et de l'occupation des sols en 2018 (CLC) de la commune.
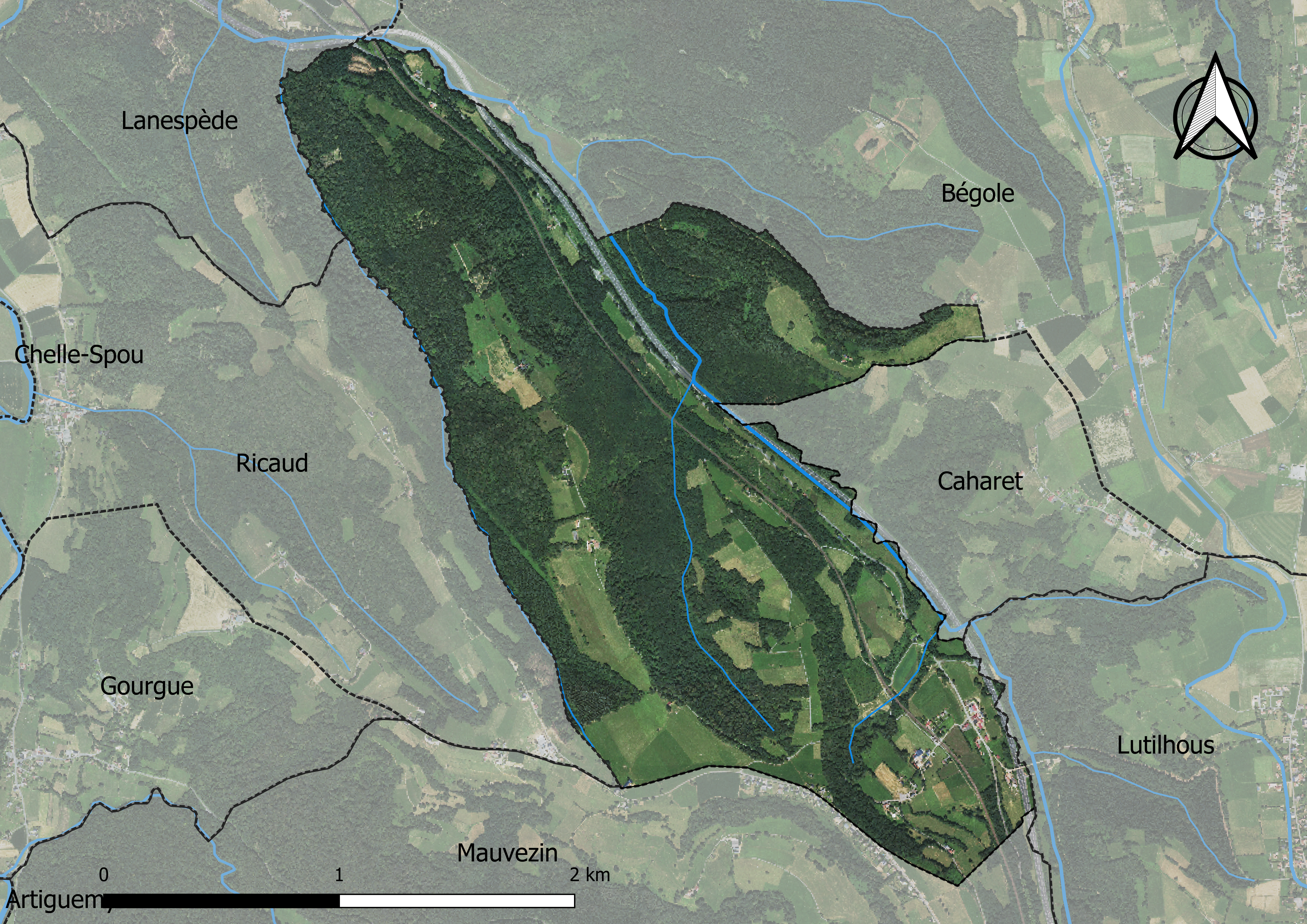
Carte orthophotogrammétrique de la commune.

### Logement
En 2012, le nombre total de logements dans la commune est de 32.

Parmi ces logements, 73,2 % sont des résidences principales, 6,7 % des résidences secondaires et 20,1 % des logements vacants.

### Voies de communication et transports
Cette commune est desservie par la route départementale D 817 et la route départementale D 157 et est traversée par l'autoroute A64.

## Toponymie

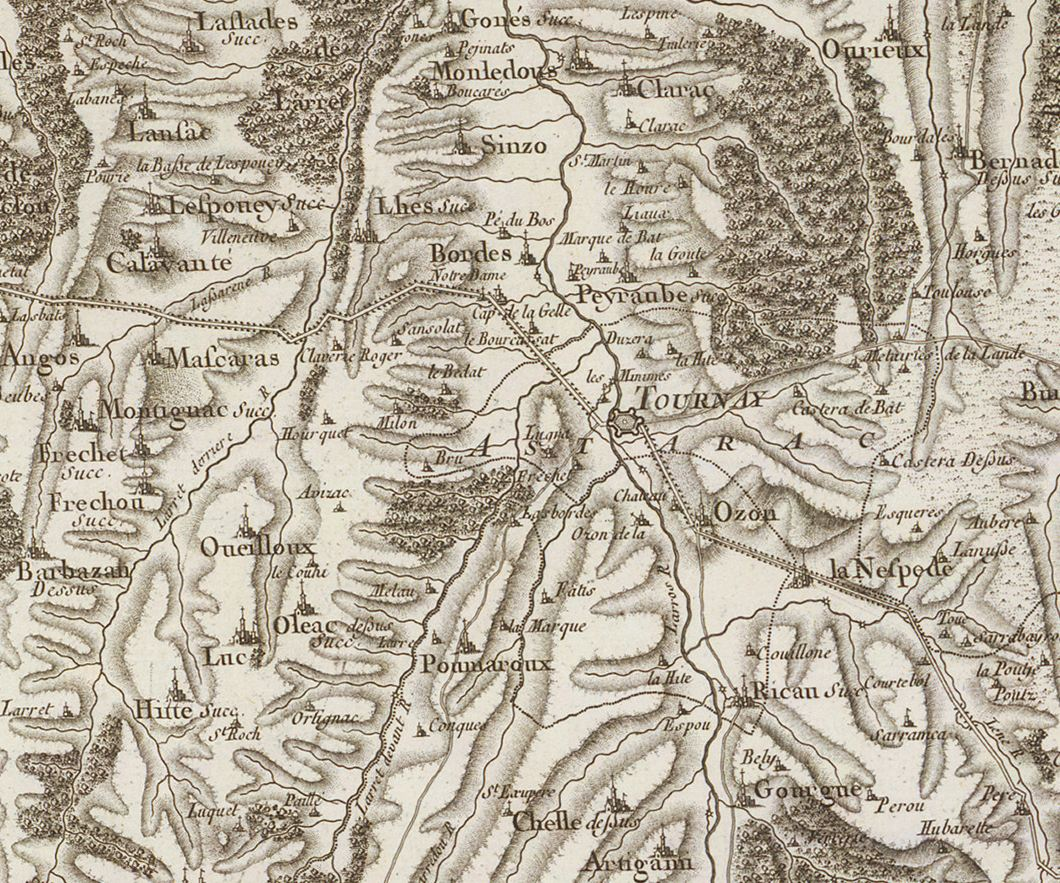
Extrait de la carte de Cassini (entre 1756 et 1789) situant Péré au sud-est de Tournay.

On trouvera les principales informations dans le Dictionnaire toponymique des communes des Hautes-Pyrénées de Michel Grosclaude et Jean-François Le Nail qui rapporte les dénominations historiques du village :
Dénominations historiques :
- De Pero, latin (1342, pouillé de Tarbes) ;
- Péré, dès 1759 (registres paroissiaux). Péré et Bordesbieilles apparaissent fréquemment comme noms de personnes (ibid.). Dans un acte de 1673 citant tous les habitants du lieu de Bordes Vieilhes alias Péré, ceux-ci portent tous, sans exception, le patronyme de Péré ;
- Peré (fin XVIIIe siècle, carte de Cassini).

Étymologie : du gascon perèr (= poirier, du latin pirarius).
Nom occitan : Perèr.

## Histoire

### Cadastre napoléonien de Péré
Le plan cadastral napoléonien de Péré est consultable sur le site des archives départementales des Hautes-Pyrénées.

## Politique et administration

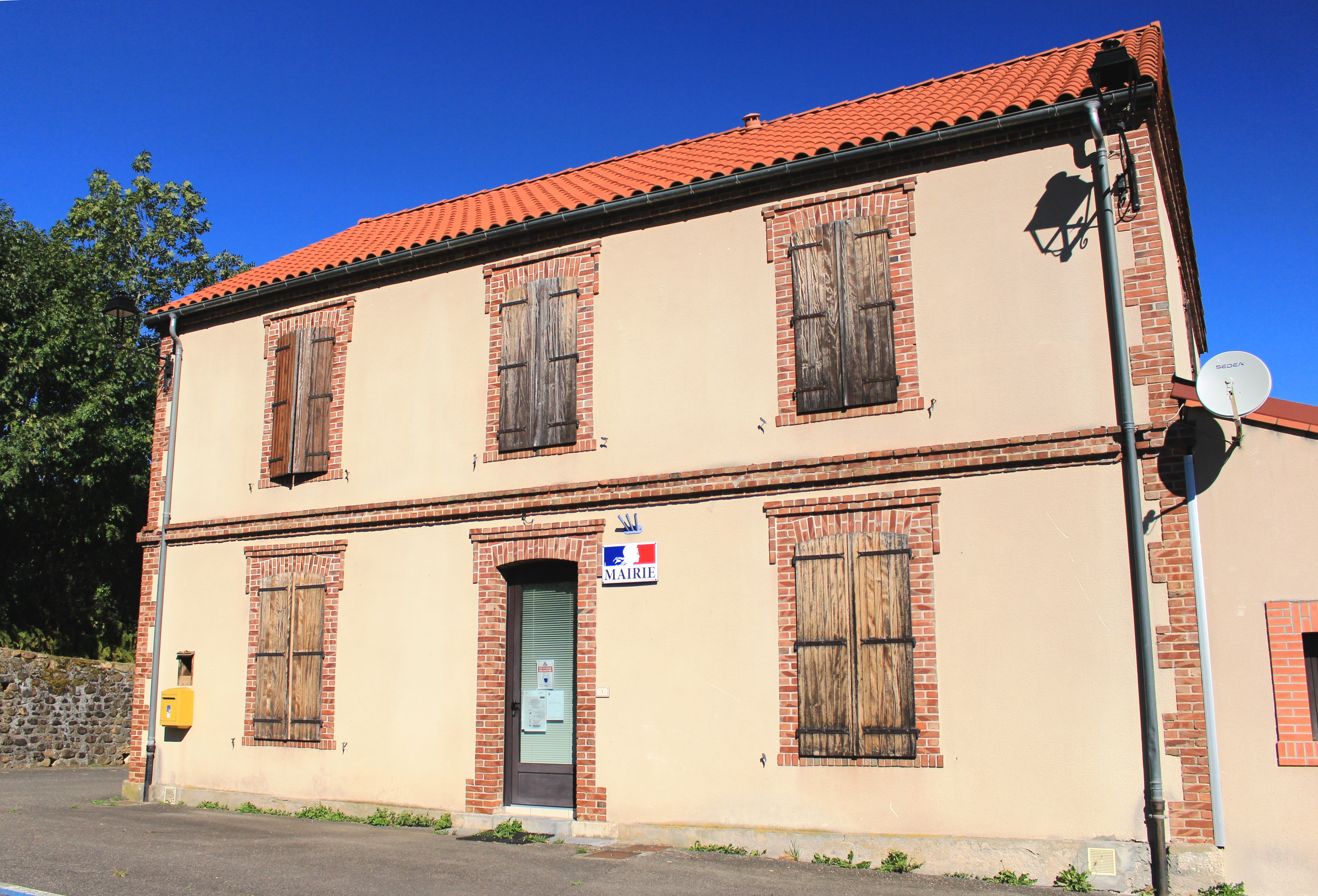
La mairie en 2020.

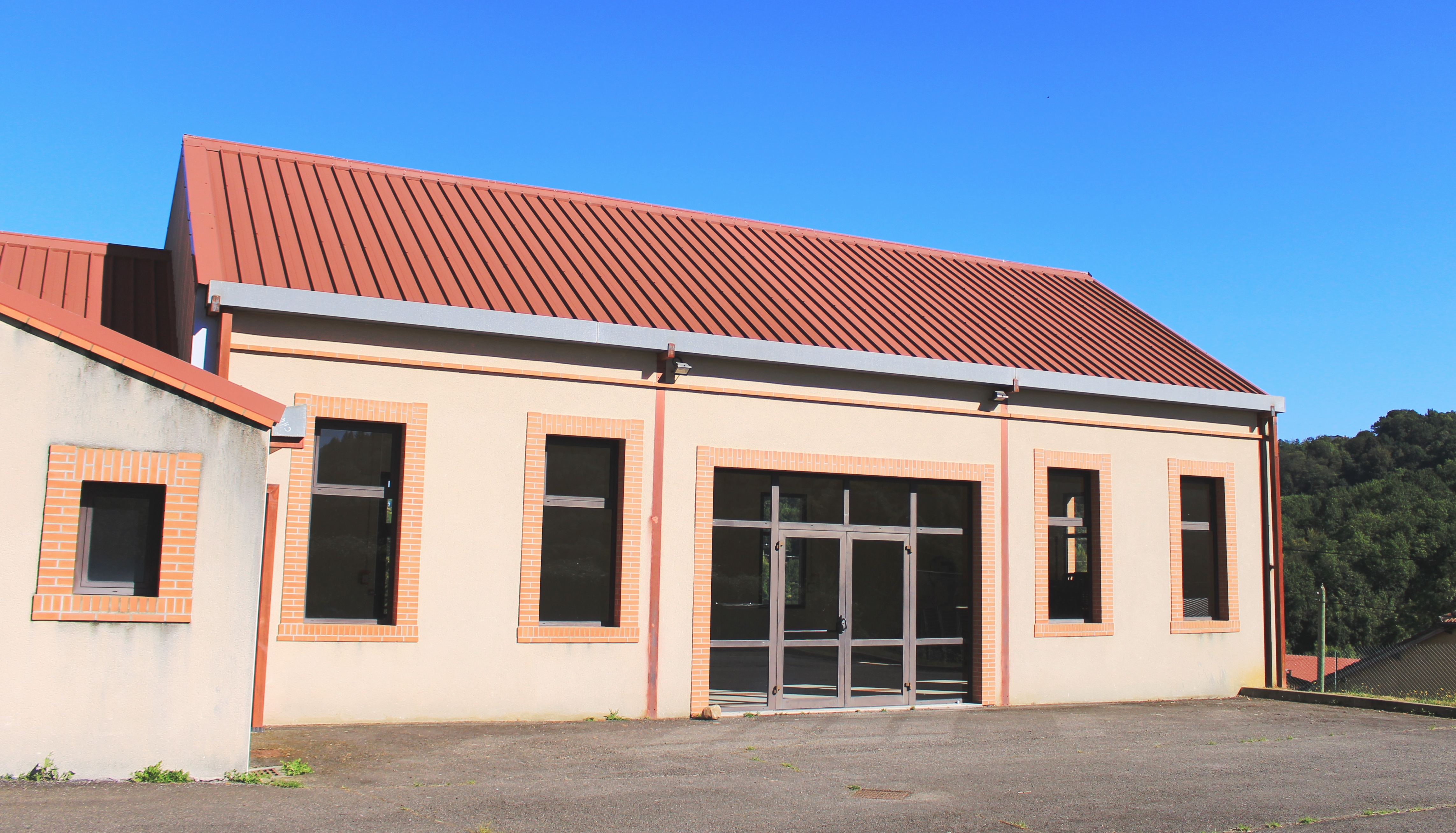
Le foyer rural en 2020.

### Liste des maires
| Période                                  | Période   | Identité          | Étiquette | Qualité |
| ---------------------------------------- | --------- | ----------------- | --------- | ------- |
| Les données manquantes sont à compléter. |           |                   |           |         |
|                                          |           |                   |           |         |
| avant 1988                               | mars 2014 | Roger Cambours    |           |         |
| mars 2014                                | En cours  | Charles Rodrigues |           |         |

### Rattachements administratifs et électoraux

#### Historique administratif
Sénéchaussée de Toulouse, élection de Nébouzan, viguerie  de Mauvezin, canton de Lannemezan (depuis 1790).

#### Intercommunalité
Lutilhous appartient à la communauté de communes du Plateau de Lannemezan Neste-Baronnies-Baïses créée en janvier 2017 et qui réunit 57 communes.

## Population et société

### Démographie

#### Évolution démographique
| 1793 | 1800 | 1806 | 1821 | 1831 | 1836 | 1841 | 1846 | 1851 |
| ---- | ---- | ---- | ---- | ---- | ---- | ---- | ---- | ---- |
| 71   | 95   | 117  | 121  | 148  | 151  | 140  | 129  | 213  |

| 1856 | 1861 | 1866 | 1872 | 1876 | 1881 | 1886 | 1891 | 1896 |
| ---- | ---- | ---- | ---- | ---- | ---- | ---- | ---- | ---- |
| 220  | 222  | 250  | 184  | 174  | 173  | 167  | 168  | 142  |

| 1901 | 1906 | 1911 | 1921 | 1926 | 1931 | 1936 | 1946 | 1954 |
| ---- | ---- | ---- | ---- | ---- | ---- | ---- | ---- | ---- |
| 151  | 142  | 130  | 124  | 116  | 107  | 97   | 85   | 77   |

| 1962 | 1968 | 1975 | 1982 | 1990 | 1999 | 2004 | 2006 | 2009 |
| ---- | ---- | ---- | ---- | ---- | ---- | ---- | ---- | ---- |
| 65   | 62   | 49   | 46   | 45   | 55   | 64   | 67   | 53   |

| 2014 | 2019 | 2022 | - | - | - | - | - | - |
| ---- | ---- | ---- | - | - | - | - | - | - |
| 55   | 59   | 62   | - | - | - | - | - | - |

### Enseignement
La commune dépend de l'académie de Toulouse. Elle ne dispose plus d'école en 2017.

## Économie

### Emploi
|                | 2008  | 2013  | 2018   |
| -------------- | ----- | ----- | ------ |
| Commune        | 3,7 % | 5,3 % | 15,6 % |
| Département    | 7,7 % | 9,4 % | 9,8 %  |
| France entière | 8,3 % | 10 %  | 10 %   |

En 2018, la population âgée de 15 à 64 ans s'élève à 43 personnes, parmi lesquelles on compte 77,8 % d'actifs (62,2 % ayant un emploi et 15,6 % de chômeurs) et 22,2 % d'inactifs,. En  2018, le taux de chômage communal (au sens du recensement) des 15-64 ans est supérieur à celui du département et de la France, alors qu'en 2008 la situation était inverse.
La commune fait partie de la couronne de l'aire d'attraction de Lannemezan, du fait qu'au moins 15 % des actifs travaillent dans le pôle,. Elle compte 6 emplois en 2018, contre 8 en 2013 et 5 en 2008. Le nombre d'actifs ayant un emploi résidant dans la commune est de 28, soit un indicateur de concentration d'emploi de 20,8 % et un taux d'activité parmi les 15 ans ou plus de 65,5 %.
Sur ces 28 actifs de 15 ans ou plus ayant un emploi, 5 travaillent dans la commune, soit 17 % des habitants. Pour se rendre au travail, 79,3 % des habitants utilisent un véhicule personnel ou de fonction à quatre roues, 10,3 % s'y rendent en deux-roues, à vélo ou à pied et 10,3 % n'ont pas besoin de transport (travail au domicile).

## Culture locale et patrimoine

### Lieux et monuments

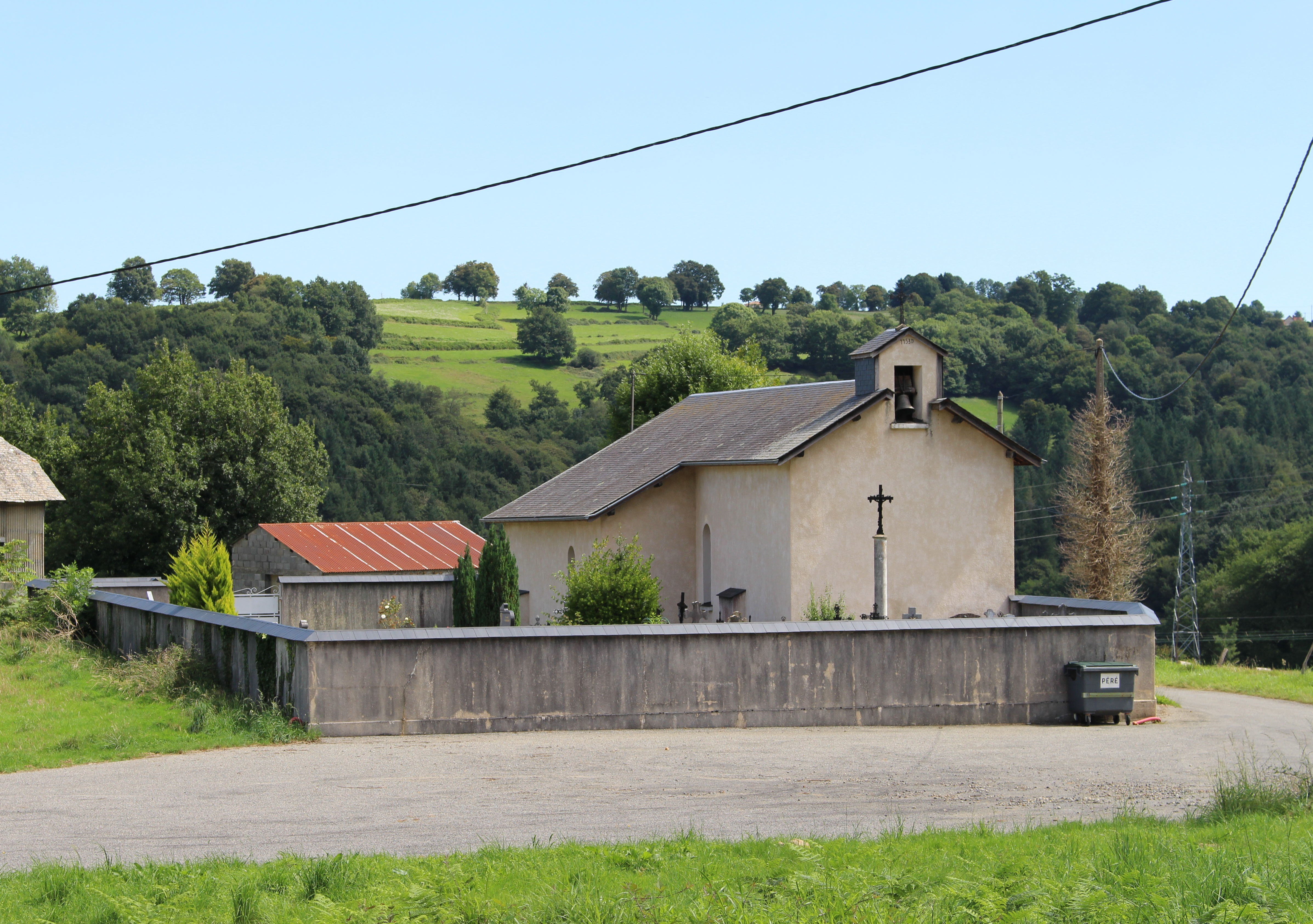
L'église de la Nativité-de-la-Sainte-Vierge en 2014.

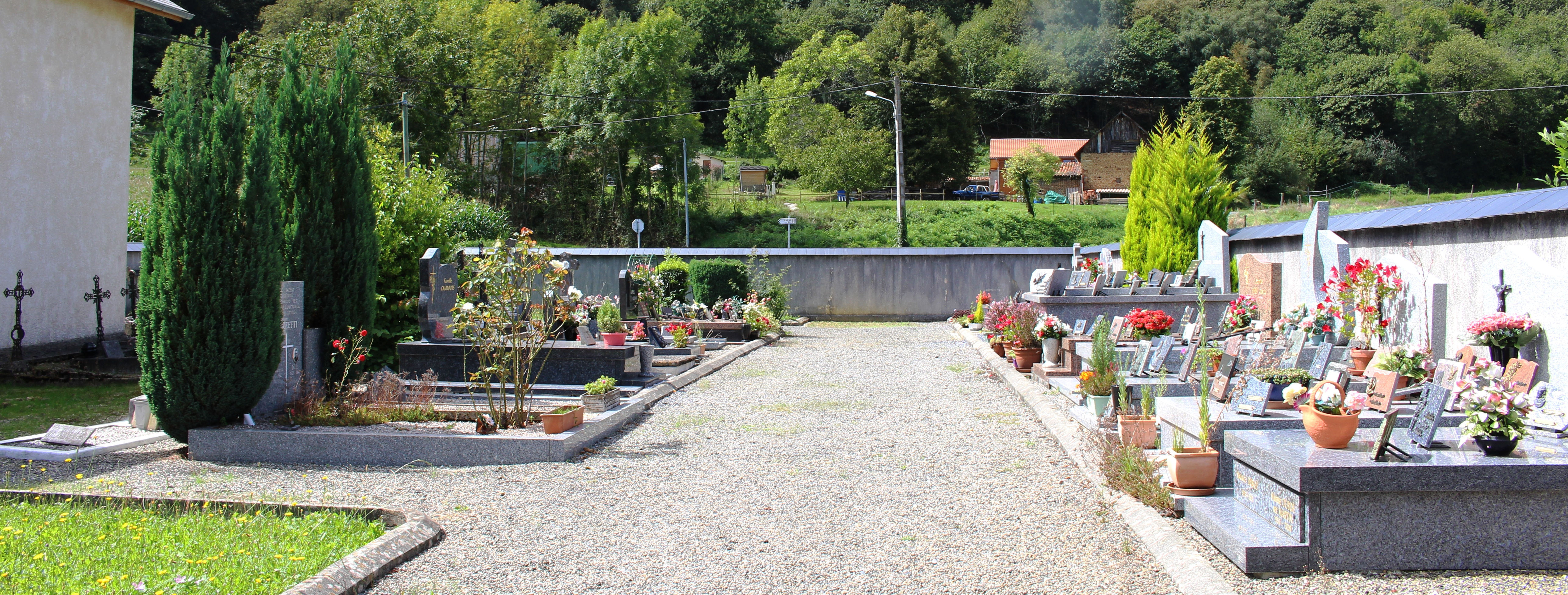
Le cimetière.

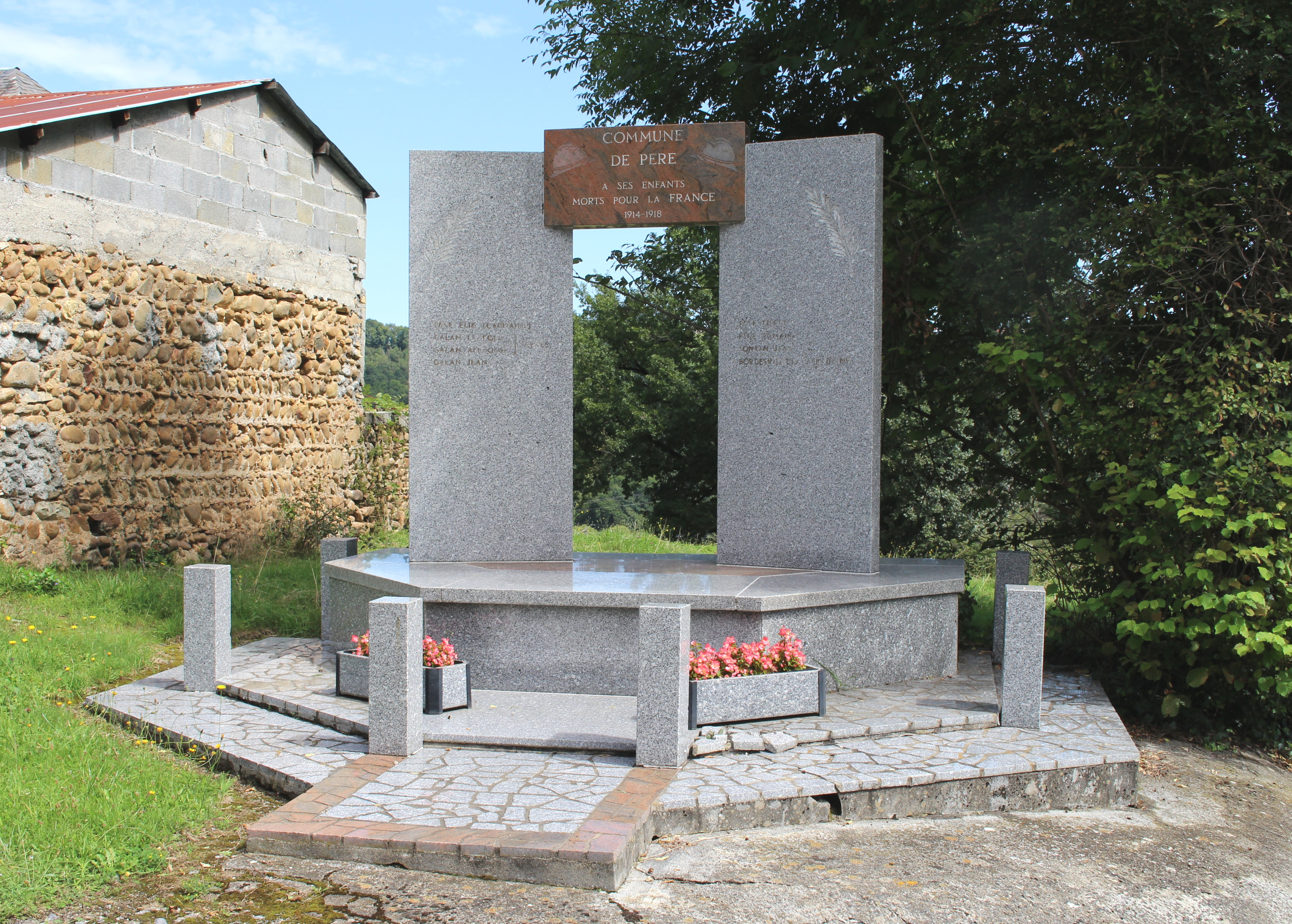
Le monument aux morts municipal.

- Église de la Nativité-de-la-Sainte-Vierge de Péré.
- Viaduc de Lanespède
- Motte castrale.

### Bibliographie

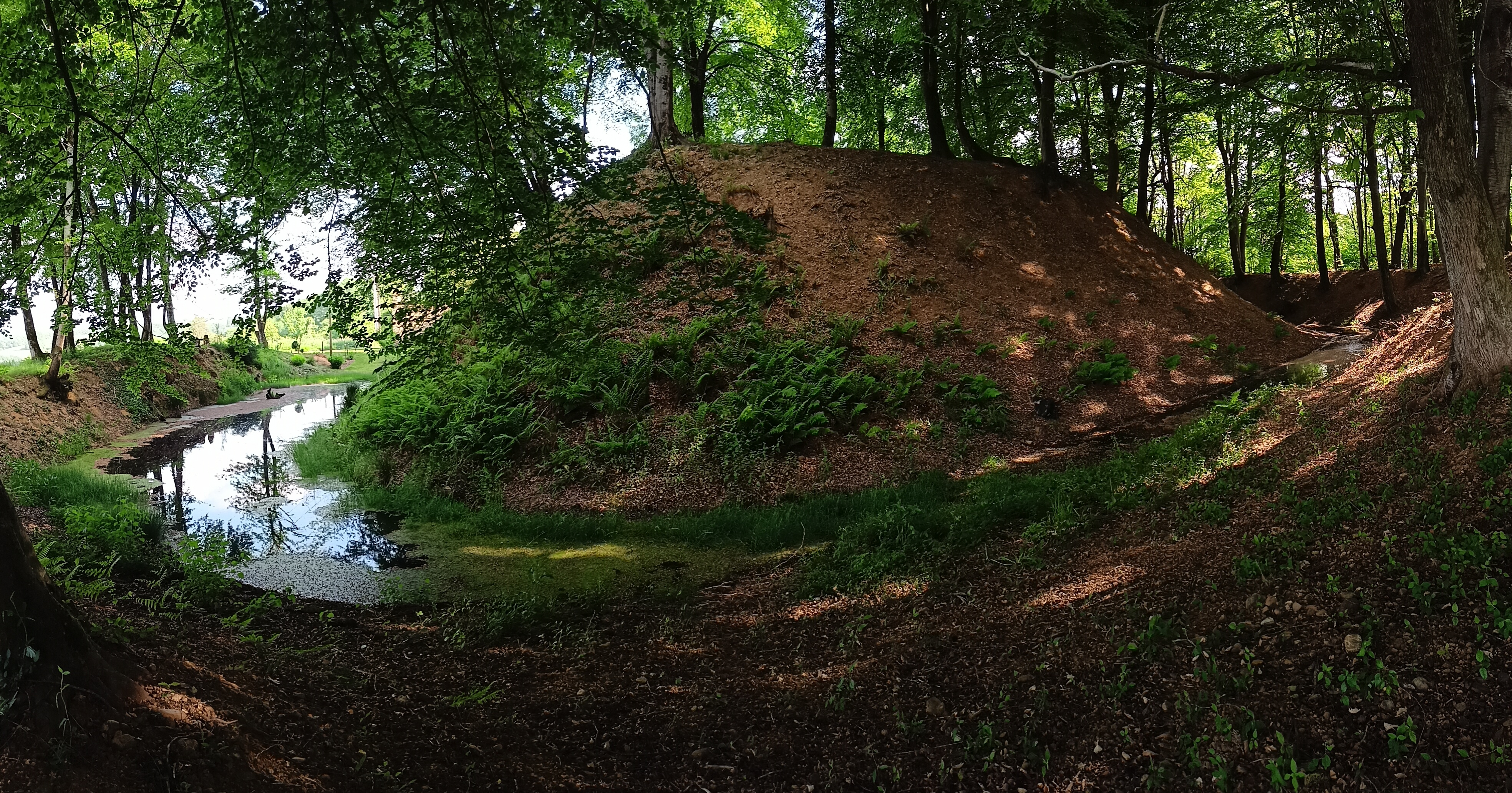
Motte castrale.

### Héraldique
| Blason | Blasonnement : D'azur au mont cousu de sinople sommé d'une croix latine d'argent, au chef d'or chargé de deux poires feuillées au naturel. |